# David Asavanond
 (octobre 2019).
David Asavanond ou David Asavananda (en thaï เดวิด อัศวนนท์ ou ชัชวาลย์ อัศวนนท์), né le 17 juillet 1975 en France, est un acteur de cinéma et de théâtre franco-thaïlandais.

## Biographie
David Asavanond est le neveu d'Amara Asavanond, actrice thaïlandaise célèbre dans les années 1960.
Il est acteur secondaire dans L'Honneur du dragon (2005) de Prachya Pinkaew, avec Tony Jaa, et acteur principal dans Samui Song (2018) de Pen-ek Ratanaruang.
Asavanond joue aussi dans de nombreuses séries télévisées thaïlandaises.

## Filmographie

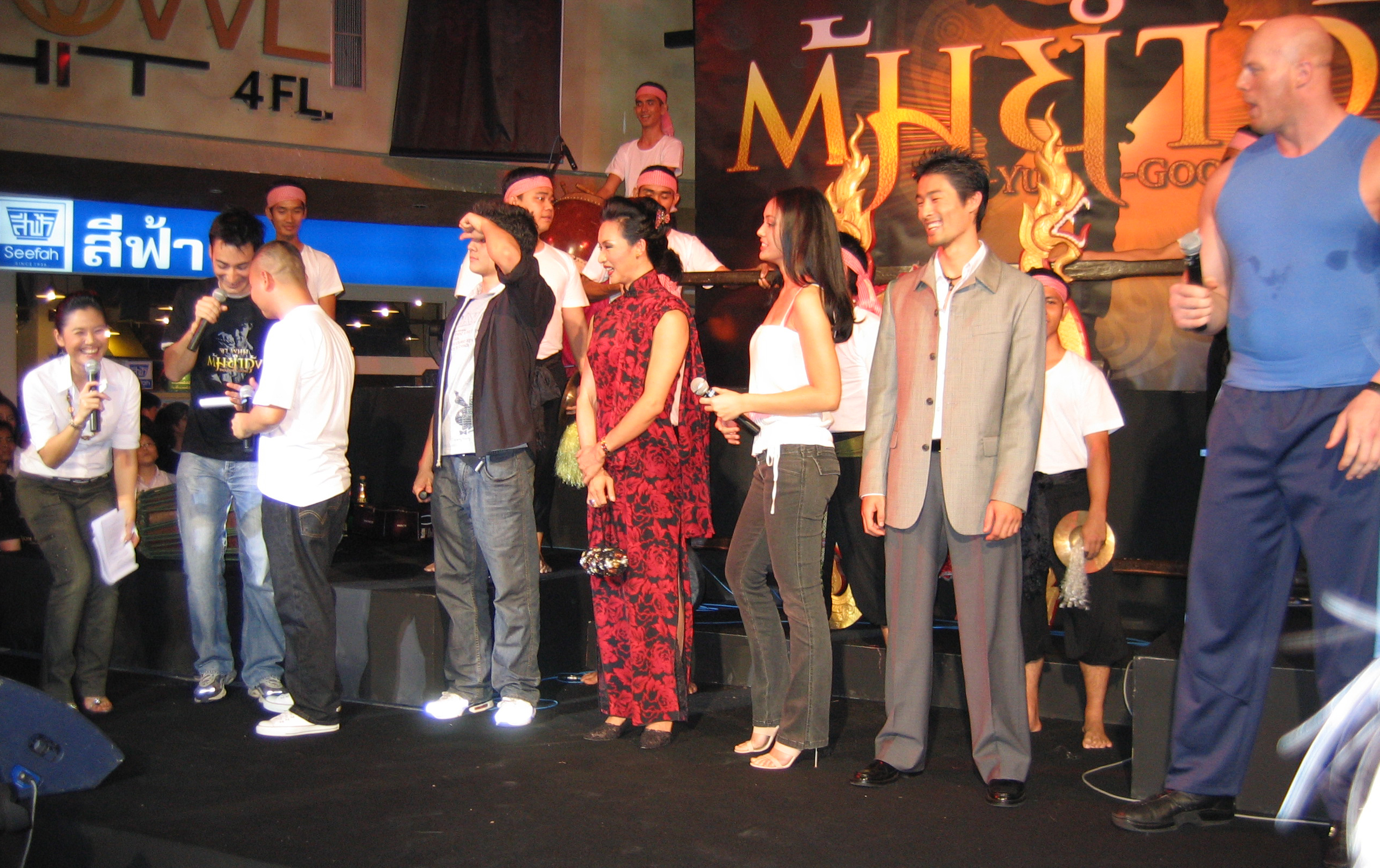
Casting de "L'honneur du dragon" en 2005. De gauche à droite : David Asavanond, Petchtai Wongkamlao (dos à la photo), Jonathan Foo (la main sur les yeux), Jin Xing, Bongkoj Khongmalai, Johnny Tri Nguyen et Nathan Jones

- 2005 : L'Honneur du dragon (ต้มยำกุ้ง / Tom Yum Goong)
- 2007 : L'Attaque du crocodile géant (téléfilm)
- 2012 : Countdown (เคาท์ดาวน์)[4],[5]
- 2013 : ผีเข้า ผีออก (Pee Kao - Pee Ook / Possessed)[6]
- 2014 : The Last Executioner (เพชฌฆาต)[7],[8]
- 2016 : O Negative (รักออกแบบไม่ได้)
- 2017 : Fail Stage (เพราะฝัน มันใหญ่มาก)
- 2018 : Samui Song (ไม่มีสมุยสำหรับเธอ)[9],[10]
- 2019 : Curse (แช่ง)
- 2019 : The Real Ghost (ช่องส่องผี)
- 2021 : The Maestro : A Symphony of Terror[11],[12]
- 2025 : Memoir of Rati (จาฤกรติชา ; série télévisée)[13],[14]